# George Howe
Pour les articles homonymes, voir Howe.
George Howe, né en 1886 à Worcester et mort en 1955, est un architecte américain, pionnier du style international.

## Biographie
Après avoir obtenu son diplôme d'art de Harvard en 1908, il s'installe à Paris où il travaille comme dessinateur dans l’atelier de Victor Laloux et en 1912, il est diplômé en architecture à l'École des Beaux-Arts.  
Sa résidence personnelle, High Hollow (1914-1917), a établi la norme pour la conception de maison dans la région de Philadelphie au début du XXe siècle. Son partenariat avec William Lescaze a donné la conception du Philadelphia Saving Fund Society Building (1930-1932) — l'actuel Loews Philadelphia Hotel —, considéré comme le premier gratte-ciel de style international construit aux États-Unis.